# Janine Jennky

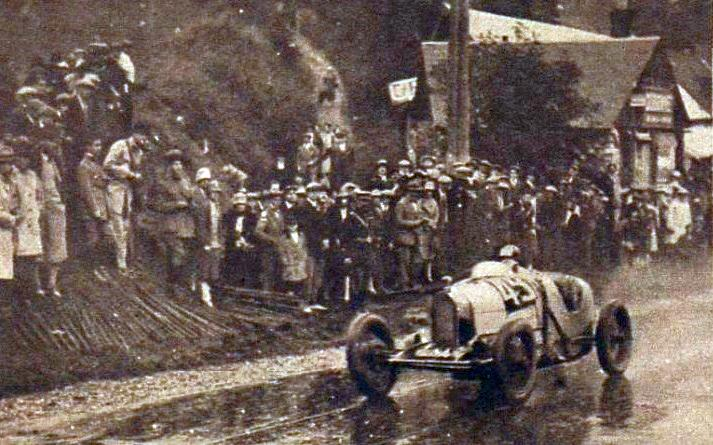
Janine Jennky victorieuse à la côte de Gaillon en septembre 1927.

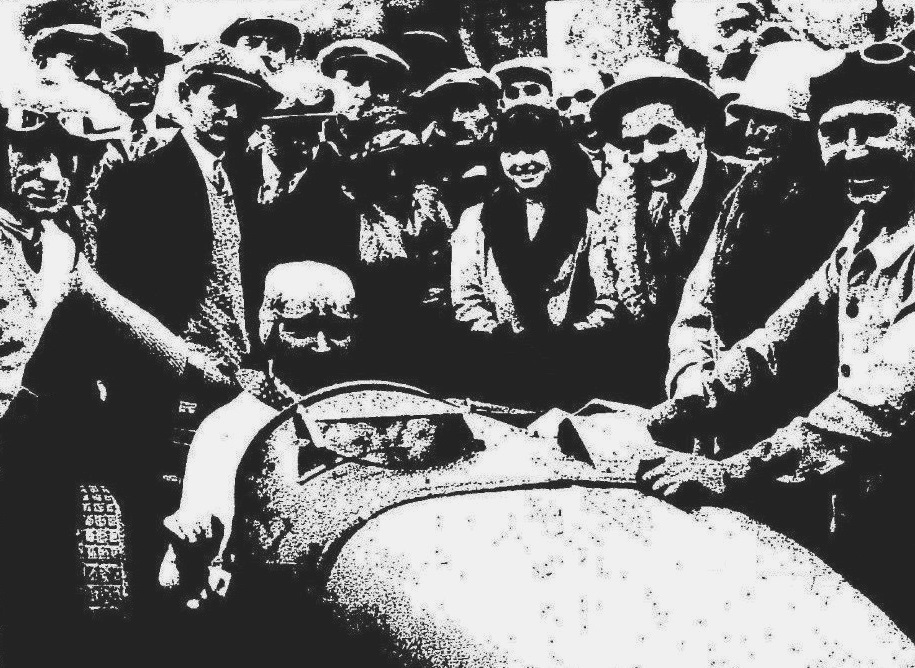
Janine Jennky victorieuse de classe à la côte de Gaillon 1928, sur Bugatti 2.0 l.

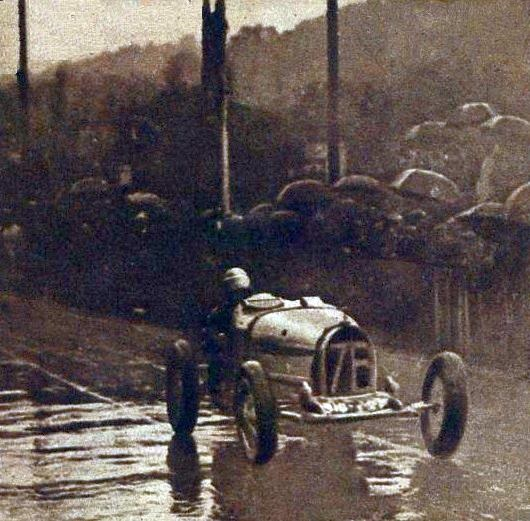
Janine Jennky victorieuse de la côte de Gometz-le-Châtel sous la pluie, en octobre 1928.

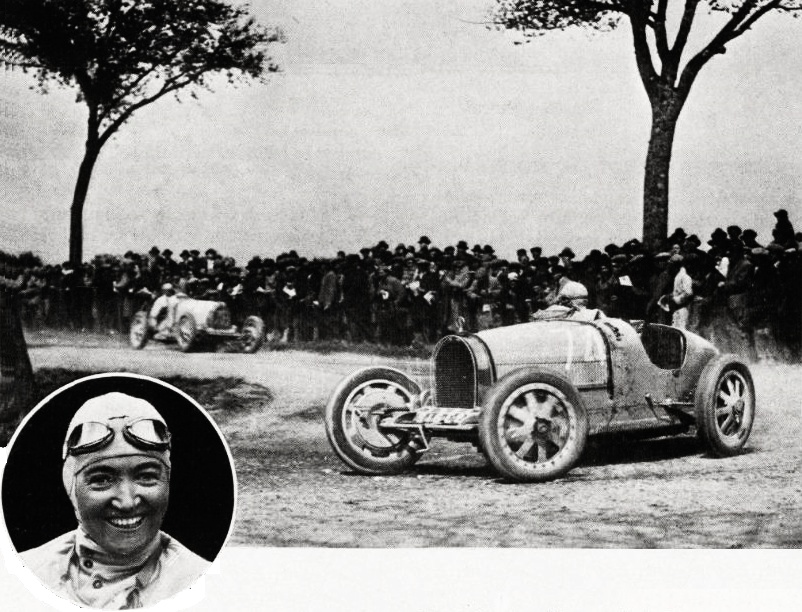
Janine Jennky victorieuse de la Coupe de Bourgogne 1928, sur Bugatti Type 35C (ici devant Lucy Schell).

Janine Jennky était une femme pilote automobile française des années 1920.

## Biographie
Elle interprète initialement des comédies musicales au début des années 1920, comme La Course à l'Amour, un opéra-vaudeville de juillet 1920 au music-hall de Pigalle La Cigale (Annette).
Construisant ses victoires sur une Bugatti Type 35C 2,0 l achetée neuve en 1927, elle est la seule femme à avoir remporté un Grand Prix automobile mixte (Elisabeth Junek, sur le même type de véhicule et à la même période, gagnant quant à elle le Grand Prix des Dames en 1927 sur l'autodrome de Linas-Montlhéry et terminant quatrième la même année du Grand Prix d'Allemagne).
Elle fut la compagne d'Albert Divo, lui-même conducteur Bugatti comblé par ses succès en 1928 et 1929 avec la marque.

## Palmarès
- Course de côte de Gaillon (24e édition), en 1927 sous la pluie (à Gaillon, près de Rouen, en succédant à Albert Devo au palmarès)
- Course de côte de Gometz-le-Châtel (9e édition), en 1928 (près de Paris)[3]
- Grand Prix (Coupe) de Bourgogne, en 1928 (à Dijon, 1re édition, 4 heures à une vitesse moyenne de 122,44 km/h soit 489,86 km, 28 tours de 17,5 km et, record du tour à 137,17 km/h bouclé en 7 min 41 s ; autre féminine Lucy Schell 4e sur Bugatti Type 37A, et abandon de Louis Chiron)
  - 3e du Grand Prix de la Baule, en 1927 (100 km, 20 tours de 5 km)
  - Grand Prix de la Marne 1928 (non qualifiée)
  - Grand Prix de Boulogne 1928 (non qualifiée)

## Remarque
- Un (une) dénommé(e) Camille Jennky participe aussi au Grand Prix automobile de France 1928 avec une Type 35 (abandon), ce prénom n'étant pas sans rappeler celui, plutôt "neutre", de mademoiselle Du Gast.
- Un an plus tard, en 1929, Marie Depret remportera les 4 Heures de Dijon, sur Bugatti (quatrième "Albertine" (Marie) Derancourt)[4], terminant la même saison septième du Grand Prix dijonnais[5], cette conductrice participant également aux 24 Heures du Mans 1933 aux côtés de Pierre Brussienne en Bugatti Type 50S[6].